# Gaziantep (Provinz)
Gaziantep (arabisch غازي عينتاب, kurdisch Dîlok) ist eine Provinz im Südosten der Türkei. Im allgemeinen Sprachgebrauch ist sowohl für die Provinz als auch für die gleichnamige Hauptstadt noch der frühere Name Antep ohne das später verliehene Präfix Gazi (türkisch für Veteran) gebräuchlich.

## Lage
Die Provinz grenzt im Norden an die Provinz Kahramanmaraş, im Nordosten an Adıyaman, im Osten an Şanlıurfa, im Süden an Kilis und an Syrien, im Südwesten an Hatay und im Westen an Osmaniye.
Die Provinz Gaziantep liegt in Höhen zwischen 250 und 1250 Metern über dem Meeresspiegel. Die Provinzhauptstadt liegt auf 850 Metern Höhe.
Zusammen mit acht anderen Provinzen gehört Gaziantep zur Region Südostanatolien (türkisch Güneydoğu Anadolu). Flächenmäßig belegt es Platz 6 in der Reihenfolge (acht bis neun Prozent der Regionsfläche, je nach Quelle der Flächenangaben). Der Bevölkerungsanteil der Provinz an der Region beträgt 23,04 %, das ist der zweite Platz hinter der Provinz Şanlıurfa.

## Verwaltungsgliederung
Gaziantep ist seit 1986 eine Großstadtgemeinde (Büyükşehir belediyesi). Nach einer Verwaltungsreform ab 2013 sind alle Landkreise direkt dem Oberbürgermeister von Gaziantep unterstellt. Die Mahalle (Stadtviertel/Ortsteile) der Gemeinden (Belediye) wurden (außer jener der Kreisstadt) zu jeweils einer zusammengeführt und die ehemaligen Bürgermeister auf den Rang eines Muhtars heruntergestuft. Somit wurden die neun Landkreise gleichzeitig Stadtbezirke, jede(r) davon gliedert sich in die o. g. Mahalle, insgesamt gibt es 781 davon. Zudem wurden alle Dörfer (Köy) in Mahalle überführt. Ein Muhtar ist in jedem Mahalle der oberste Beamte.
| Kreis- code 1 | Landkreis İlçe | Fläche 2 (km²) | Bevölkerung am 31.12.2020 3 | Bevölkerung am 31.12.2020 3 | Bevölkerung am 31.12.2020 3 | Anzahl der Mahalle | Bevölke rungs dichte (Einw./km²) | Sex Ratio 4 Frauen auf 1000 Männer | Grün- dungs datum 5, 6 |
| Kreis- code 1 | Landkreis İlçe | Fläche 2 (km²) | Gesamt                      | männlich                    | weiblich                    | Anzahl der Mahalle | Bevölke rungs dichte (Einw./km²) | Sex Ratio 4 Frauen auf 1000 Männer | Grün- dungs datum 5, 6 |
| ------------- | -------------- | -------------- | --------------------------- | --------------------------- | --------------------------- | ------------------ | -------------------------------- | ---------------------------------- | ---------------------- |
| 1139          | Araban         | 592            | 33.136                      | 16.683                      | 16.453                      | 49                 | 56,0                             | 986,2                              | 1957                   |
| 1415          | İslahiye       | 865            | 67.862                      | 34.949                      | 32.913                      | 71                 | 78,5                             | 941,7                              |                        |
| 1956          | Karkamış       | 298            | 9.672                       | 4.985                       | 4.687                       | 39                 | 32,5                             | 940,2                              | 1990                   |
| 1546          | Nizip          | 944            | 146.528                     | 73.378                      | 73.150                      | 110                | 155,2                            | 996,9                              | 1926                   |
| 1974          | Nurdağı        | 697            | 40.793                      | 20.506                      | 20.287                      | 48                 | 58,5                             | 989,3                              | 1990                   |
| 1549          | Oğuzeli        | 689            | 32.086                      | 16.357                      | 15.729                      | 92                 | 46,6                             | 961,6                              | 1946                   |
| 1841          | Şahinbey       | 960            | 931.116                     | 469.723                     | 461.393                     | 181                | 969,9                            | 982,3                              | 1987                   |
| 1844          | Şehitkamil     | 1290           | 817.412                     | 412.759                     | 404.653                     | 147                | 633,7                            | 980,4                              | 1987                   |
| 1720          | Yavuzeli       | 468            | 22.552                      | 11.480                      | 11.072                      | 44                 | 48,2                             | 964,5                              | 1958                   |
| 27 GAZİANTEP  | 27 GAZİANTEP   | 6803           | 2.101.157                   | 1.060.820                   | 1.040.337                   | 781                | 308,9                            | 980,7                              |                        |

## Bevölkerung
Die Provinz zählte bei der Bevölkerungsfortschreibung Ende 2020 2.101.157 Einwohner auf 6.803 km². Die größte Stadt der Provinz/Büyüksehir ist das eigentliche Gaziantep, die Kernstadt mit etwa 1,75 Mio. Einwohner, die etwa 83 % der Gesamtbevölkerung ausmacht.
In den frühen 1920er Jahren flohen tausende Kurden aus der Region in den Norden Syriens, in die Gegend von Afrin.

### Ergebnisse der Bevölkerungsfortschreibung
Nachfolgende Tabelle zeigt die jährliche Bevölkerungsentwicklung nach der Fortschreibung durch das 2007 eingeführte adressierbare Einwohnerregister (ADNKS). Zusätzlich sind die Bevölkerungswachstumsrate und das Geschlechterverhältnis (Sex Ratio d. h. die rechnerisch ermittelte Anzahl der Frauen pro 1000 Männer) aufgeführt.

| Jahr | Bevölkerung am Jahresende | Bevölkerung am Jahresende | Bevölkerung am Jahresende | Wachstums- rate der Be- völkerung (in %) | Geschlechter verhältnis (Frauen auf 1000 Männer) | Rang (unter den 81 Provinzen) |
| Jahr | gesamt                    | männlich                  | weiblich                  | Wachstums- rate der Be- völkerung (in %) | Geschlechter verhältnis (Frauen auf 1000 Männer) | Rang (unter den 81 Provinzen) |
| ---- | ------------------------- | ------------------------- | ------------------------- | ---------------------------------------- | ------------------------------------------------ | ----------------------------- |
| 2020 | 2.101.157                 | 1.060.820                 | 1.040.337                 | 1,54                                     | 980,7                                            | 9                             |
| 2019 | 2.069.364                 | 1.044.799                 | 1.024.565                 | 2,01                                     | 980,6                                            | 9                             |
| 2018 | 2.028.563                 | 1.023.716                 | 1.004.847                 | 1,15                                     | 981,6                                            | 9                             |
| 2017 | 2.005.515                 | 1.012.992                 | 992.523                   | 1,58                                     | 979,8                                            | 8                             |
| 2016 | 1.974.244                 | 998.926                   | 975.318                   | 2,20                                     | 976,4                                            | 8                             |
| 2015 | 1.931.836                 | 976.126                   | 955.710                   | 2,24                                     | 979,1                                            | 8                             |
| 2014 | 1.889.466                 | 953.760                   | 935.706                   | 2,44                                     | 981,1                                            | 8                             |
| 2013 | 1.844.438                 | 930.972                   | 913.466                   | 2,49                                     | 981,2                                            | 8                             |
| 2012 | 1.799.558                 | 907.172                   | 892.386                   | 2,62                                     | 983,7                                            | 8                             |
| 2011 | 1.753.596                 | 883.086                   | 870.510                   | 3,11                                     | 985,8                                            | 8                             |
| 2010 | 1.700.763                 | 855.384                   | 845.379                   | 2,85                                     | 988,3                                            | 8                             |
| 2009 | 1.653.670                 | 831.911                   | 821.759                   | 2,57                                     | 987,8                                            | 8                             |
| 2008 | 1.612.223                 | 810.768                   | 801.455                   | 3,35                                     | 988,5                                            | 8                             |
| 2007 | 1.560.023                 | 779.863                   | 780.160                   | —                                        | 1.000,4                                          | 9                             |

### Volkszählungsergebnisse
Nachfolgende Tabellen geben den bei den 14 Volkszählungen dokumentierten Einwohnerstand der Provinz Gaziantep wieder. Die Werte der linken Tabelle entstammen E-Books (der Originaldokumente), die Werte der rechten Tabelle basieren aus der Datenabfrage des Türkischen Statistikinstituts TÜIK. Der Zensus von 2011 ermittelte 1.739.569 Einwohner, das sind über 450.000 Einwohner mehr als zum Zensus 2000.
| Jahr | Bevölkerung am Zensustag | Bevölkerung am Zensustag | jährl. Wachs- tumsrate in % | R a n g |
| Jahr | Türkei                   | Provinz Gaziantep        | Provinz Gaziantep           | R a n g |
| ---- | ------------------------ | ------------------------ | --------------------------- | ------- |
| 1927 | 13.648.270               | 213.499                  | —                           | 24      |
| 1935 | 16.158.018               | 283.506                  | 6,56                        | 23      |
| 1940 | 17.820.950               | 306.906                  | 1,65                        | 22      |
| 1945 | 18.790.174               | 290.058                  | −1,10                       | 28      |
| 1950 | 20.947.188               | 328.343                  | 2,64                        | 27      |
| 1955 | 24.064.763               | 376.969                  | 2,96                        | 23      |
| 1960 | 27.754.820               | 434.579                  | 1,53                        | 23      |

| Jahr | Bevölkerung am Zensustag | Bevölkerung am Zensustag | jährl. Wachs- tumsrate in % | R a n g |
| Jahr | Türkei                   | Provinz Gaziantep        | Provinz Gaziantep           | R a n g |
| ---- | ------------------------ | ------------------------ | --------------------------- | ------- |
| 1965 | 31.391.421               | 511.026                  | 3,52                        | 19      |
| 1970 | 35.605.176               | 606.540                  | 3,74                        | 15      |
| 1975 | 40.347.719               | 715.939                  | 3,61                        | 14      |
| 1980 | 44.736.957               | 808.697                  | 2,59                        | 13      |
| 1985 | 50.664.458               | 966.490                  | 3,90                        | 12      |
| 1990 | 56.473.035               | 1.140.594                | 3,60                        | 10      |
| 2000 | 67.803.927               | 1.285.249                | 1,27                        | 11      |

### Detaillierte Volkszählungsergebnisse
| Jahr | Gesamtbevölkerung | Gesamtbevölkerung | Gesamtbevölkerung | Stadtbevölkerung | Stadtbevölkerung | Stadtbevölkerung | Stadtbevölkerung | Landbevölkerung | Landbevölkerung | Landbevölkerung | Landbevölkerung |
| Jahr | Gesamt            | männlich          | weiblich          | Gesamt           | %                | männlich         | weiblich         | Gesamt          | %               | männlich        | weiblich        |
| ---- | ----------------- | ----------------- | ----------------- | ---------------- | ---------------- | ---------------- | ---------------- | --------------- | --------------- | --------------- | --------------- |
| 1927 | 213.499           | 105.089           | 108.410           | 76.139           | 35,66            | 38.238           | 37.901           | 137.360         | 64,34           | 66.851          | 70.509          |
| 1935 | 283.506           | 145.811           | 137.695           | 86.658           | 30,57            | 45.143           | 41.515           | 196.848         | 69,43           | 100.668         | 96.180          |
| 1940 | 306.906           | 158.257           | 148.649           | 98.567           | 32,12            | 51.728           | 46.839           | 208.339         | 67,88           | 106.529         | 101.810         |
| 1945 | 290.058           | 148.481           | 141.577           | 104.251          | 35,94            | 53.867           | 50.384           | 185.807         | 64,06           | 94.614          | 91.193          |
| 1950 | 328.343           | keine Angaben     | keine Angaben     | 120.015          | 36,55            | keine Angaben    | keine Angaben    | 208.328         | 63,45           | keine Angaben   | keine Angaben   |
| 1955 | 376.969           | 194.842           | 182.127           | 153.699          | 40,77            | 80.412           | 73.287           | 223.270         | 59,23           | 114.430         | 108.840         |
| 1960 | 434.579           | 223.508           | 211.071           | 195.816          | 45,06            | 102.773          | 93.043           | 238.763         | 54,94           | 120.735         | 118.028         |
| 1965 | 511.026           | 262.815           | 248.211           | 244.215          | 47,79            | 128.506          | 115.709          | 266.811         | 52,21           | 134.309         | 132.502         |
| 1970 | 606.540           | 308.154           | 298.386           | 330.082          | 54,42            | 171.779          | 158.303          | 276.458         | 45,58           | 136.375         | 140.083         |
| 1975 | 715.939           | 369.748           | 346.191           | 427.017          | 59,64            | 225.234          | 201.783          | 288.922         | 40,36           | 144.514         | 144.408         |
| 1980 | 808.697           | 409.302           | 399.395           | 512.745          | 63,40            | 262.229          | 250.516          | 295.952         | 36,60           | 147.073         | 148.879         |
| 1985 | 966.490           | 490.022           | 476.468           | 642.938          | 66,52            | 330.370          | 312.568          | 323.552         | 33,48           | 159.652         | 163.900         |
| 1990 | 1.140.594         | 577.881           | 562.713           | 821.127          | 71,99            | 422.539          | 398.588          | 319.467         | 28,01           | 155.342         | 164.125         |
| 2000 | 1.285.249         | 645.847           | 639.402           | 1.009.126        | 78,52            | 510.366          | 498.760          | 276.123         | 21,48           | 135.481         | 140.642         |

## Wirtschaft und Bildung
Die Provinz ist von alters her ein bedeutendes Handelszentrum und heute eines der wichtigsten Industriegebiete der Türkei.
Die Wachstumsraten befinden sich über dem landesweiten Durchschnitt. In vielen Bereichen des Textil-, Lebensmittel- und Chemiesektors ist Gaziantep in der Türkei führend.
Die Provinz exportiert Produkte in 40 Länder. Während die Landwirtschaft vor allem (Antep)-Pistazien und (Antep)-Paprika erzeugt, verfügt die Stadt neben Zementfabriken, Seiden- und Baumwollwebereien über zahlreiche handwerkliche Kleinbetriebe zur Verarbeitung von Holz und Metall sowie zur Herstellung von Lederschuhen, Zeltstoffen aus Ziegenhaar, Seife aus Olivenöl und Süßigkeiten aus Weintrauben.
Die Bildungssituation in der Provinz gilt als problematisch und unzureichend. Daher gilt sie auch, neben der Arbeitslosigkeit, als eine der größten Herausforderungen der Provinz. Es gibt ca. 350.000 Schüler bei einer Bevölkerung von über 1.400.000. Eine Klassengröße von mehr 50 Schülern ist keine Seltenheit.
Die Bildungseinrichtungen sind wegen des schnellen Wachstums der Stadt unzureichend ausgestattet und überfordert. Das Bildungsniveau liegt weit unter dem anderer anatolischer Städte wie Kayseri oder Denizli. Sogar einige wirtschaftlich zurückgebliebene östliche Provinzen haben bildungsmäßig etwas bessere Ergebnisse zu verzeichnen.
Als bedeutende Bildungseinrichtung existiert eine Universität mit dem Namen Gaziantep Üniversitesi kurz GAZÜ genannt.

## Geschichte
In der Antike wurde die Gegend zuerst von den Hethitern und danach von den Assyrern beherrscht, später von den Persern, Römern, Byzantinern, Abbasiden und Seldschuken. Sie erlebte viele Kämpfe während der Kreuzzüge, Sultan Saladin gewann hier 1183 eine entscheidende Schlacht. Mit dem Aufstieg des Osmanischen Reiches ging der Aufstieg der Stadt einher, und es wurden zahlreiche Moscheen, Gasthäuser, Badehäuser und Medresen gebaut.
Nach dem Ersten Weltkrieg und dem Zusammenbruch der osmanischen Herrschaft wurde die Provinz von Frankreich besetzt. Während des Türkischen Unabhängigkeitskrieges wurde die Bevölkerung gegen die Besatzungsmacht mobilisiert. Der Widerstand wurde aber von den französischen Truppen niedergeschlagen. Am 6. Februar 1921 beschloss die Große Türkische Nationalversammlung eine Umbenennung der Stadt. Dem ursprünglichen Namen Ayıntap wurde das Wort Gazi hinzugefügt. Gazi ist eine Bezeichnung für ehemalige Soldaten bzw. Frontkämpfer im Krieg. Mit dieser Umbenennung sollte die Tapferkeit der Stadtbewohner gewürdigt werden. 1928 wurde sie in Gaziantep umbenannt.
Eine der bedeutendsten antiken Siedlungen in der Provinz Gaziantep ist Doliche. Dieser Ort, heute Dülük, liegt etwa zehn Kilometer von der Stadt Gaziantep entfernt und ist der Ursprungsort des Kultes des Jupiter Dolichenus.

## Sehenswürdigkeiten
In der Provinz Gaziantep liegen
- etwa 60 km westlich der Hauptstadt die hethitische Bildhauerwerkstatt von Yesemek
- bei Belkis die antike, teilweise im Birecik-Stausee versunkene Stadt Zeugma
- in der Provinzhauptstadt das Archäologische Museum und das Zeugma-Mosaik-Museum
- nahe der Hauptstadt die antike Stadt Doliche mit dem Heiligtum des Jupiter Dolichenus auf dem Dülük Baba Tepesi
- in einer Euphrat-Verzweigung die mittelalterliche Festung Rum Kalesi
- nahe dabei die Monumentalgräber in Elif, Hisar und Hasanoğlu
- im Landkreis Araban das späthethitische Felsrelief am Karasu

## Esskultur
Gaziantep ist bekannt für seine reiche Esskultur. Es gibt viele lokale kulinarische Spezialitäten wie z. B. (Antep)-Lahmacun (türkische Pizza), (Antep)-Paprika, (Antep)-Baklava und die (Antep)-Pistazien.
Weitere besondere Spezialitäten sind: Fıstık Ezmesi (Pistazien-Püree), Çiğ Köfte (rohe Hackfleischklößchen), Ciğer Kavurma (Leberbratenfleisch), Kelle Paça (Schafshirnsuppe), Içli Köfte (mit Hackfleisch gefüllte Weizenklößchen), Karnı Yarık (gefüllte Auberginen), Yoğurt Kebabı (Yogurt-Spieß), Kuşbaşı Kebab (gewürfelte Fleischstücke) und Patlıcan Kebap (Auberginen-Spieß) uva.

### Die Antep-Pistazie
Eine besondere Spezialität Gazianteps ist die Antep-Pistazie, (tr: Antep Fıstığı). Die Pistazie ist ein Symbol der Antep-Küche. In der Türkei sind die Antep-Pistazien bekannt und begehrt. Die Antep-Pistazien sind ein Bestandteil der Antep-Baklava-Füllung.

### Die Antep-Paprika
Die Antep-Paprika (tr: Antep biberi) ist wegen ihres Geschmacks ebenfalls sehr begehrt. Bevorzugt wird sie vorwiegend im gemahlenen Zustand oder als Paprikamark, genannt Antep-Paprikamark (tr: Antep salçası). Erst die gemahlene Antep-Paprika und das Antep-Paprikamark machen die Küchenspezialitäten Gazianteps zu einer Besonderheit, sei es Antep-Lahmacun oder alle anderen oben genannten Spezialitäten.

### Die Antep-Sucuk
Für diese Spezialität fädelt man Walnusskerne auf eine Schnur und taucht sie mehrfach in eine Mischung aus Weintraubensirup, Stärke und Zucker, die dann trocknet und zu einer gummiartigen Masse aushärtet. Die Antep-Sucuk (tr: Antep sucuğu, in anderen Teilen der Türkei auch als cevizli sucuk bekannt) wird oft zur Fastenzeit hergestellt. Ob die Antep-Sucuk wirklich aus Antep stammt ist unklar, auch Georgien und Armenien beanspruchen die Süßspeise für sich.

## Persönlichkeiten
- Ali Nurşani (* 1959), Sänger
- Celal Doğan (* 1943), Politiker und Fußballfunktionär
- Edip Akbayram (1950–2025), Komponist und Sänger
- Kadir Sözen (* 1964), Journalist und Autor
- Sena Şener (* 1998), Sängerin